# Lime Village
Lime Village és una concentració de població designada pel cens dels Estats Units a l'estat d'Alaska. Segons el cens del 2010 tenia 29 habitants.

## Demografia
Segons el cens del 2000, Lime Village tenia 6 habitants. La densitat de població era de 0,03 habitants/km².
L'edat mediana era de 44 anys. Per cada 100 dones hi havia 200 homes. Per cada 100 dones de 18 o més anys hi havia 200 homes.
Cap de les famílies estaven per davall del llindar de pobresa.

## Poblacions més properes
El següent diagrama mostra les poblacions més properes.